# Flatterzunge
Ne doit pas être confondu avec Growl (musique).
Le flatterzunge (en italien : frullato), mot allemand composé de Zunge (langue) et Flattern (voltiger), désigne, dans le jeu des instruments à vent, un coup de langue répété à une cadence très rapide, une sorte de roulement lingual qui produit un effet de trémolo.
Ce mode de jeu, qui s'applique notamment à la flûte ainsi qu'à quelques autres instruments comme la trompette, semble avoir été employé dès le début du XIXe siècle, mais il est particulièrement à l'honneur dans la musique contemporaine.
Par exemple, Arnold Schoenberg indique le flatterzunge à la clarinette basse dans la pièce Pierrot lunaire, op. 21 (1912).